# Glándulas salivales menores
Las glándulas salivales menores, también llamadas secundarias , accesorias o intrínsecas, son pequeños grupos de acinos productores de saliva, numerosos y superficiales, situadas en los diferentes órganos de la cavidad bucal con excepción de las encías y parte anterior del paladar duro.
Se caracterizan porque no son encapsuladas aunque estén rodeadas de tejido conectivo y porque sus sistema de ductos es rudimentario y los conductos excretores son muy cortos.
Por su situación anatómica se clasifican en labiales, genianas o vestibulares, palatinas y linguales. 
A excepción de las glándulas linguales de Von Ebner que son de secreción serosa, la mayoría de las glándulas salivales menores son mixtas (seromucosas) pero con predominio mucoso.
Aunque son responsables de la menor cantidad de saliva producida (5-10% del total) son las que, por su producción continua, mantienen la lubricación o humedad de la boca y contribuyen a mantenerla libre de infecciones y caries por producir una película protectora y, con su alto contenido de mucinas inmunoglobulinas, fosfatasas ácidas y lizosimas, impedir la colonización de los gérmenes y su ataque al esmalte dental.